# Mošt
Mošt (lat. mustum) je iscijeđeni sok grožđa, koji se nakon fermentacije pretvara u vino.

## Vanjske poveznice
- Prvi hrvatski vinogradarski portal - pretok i bistrenje vina, piše Nenad Bižić, dipl.ing.agr.